# Parafia Najświętszej Maryi Panny na Piasku we Wrocławiu
Parafia Najświętszej Maryi Panny na Piasku we Wrocławiu – rzymskokatolicka parafia znajdująca się w dekanacie Wrocław Katedra archidiecezji wrocławskiej. Jej proboszczem od 2022 jest ks. Krystian Charchut. Obsługiwana przez kapłanów archidiecezjalnych. Erygowana w XV wieku. Mieści się przy ulicy Katedralnej.
Kościołem pomocniczym parafii jest Kościół św. Wojciecha oo. Dominikanów przy placu Dominikańskim 2.

## Zasięg parafii
Parafia obejmuje ulice: 	Bernardyńska, pl. Dominikański, Świętego Ducha, Św. Jadwigi, Janickiego, Jodłowa, Kotlarska (nr 5), św. Katarzyny, Ks. Wincentego Kraińskiego, Łaciarska (nr. 23-33, 34), Modrzewskiego (nr. 12-14, 15-17), pl. Bpa Nankiera (5/6-15), Nożownicza (nr 48), Nowy Targ, pl. Polski, pl. Powstańców Warszawy, Piaskowa, Purkyniego (nr. 2-6, nr 33/34), Najśw. Maryi Panny, Staromłyńska, św. Wita, św. Anny, Wyspa Słodowa, Wyspa Bielarska.